# Tabaristán

Área aproximada de la región de Tabaristán.

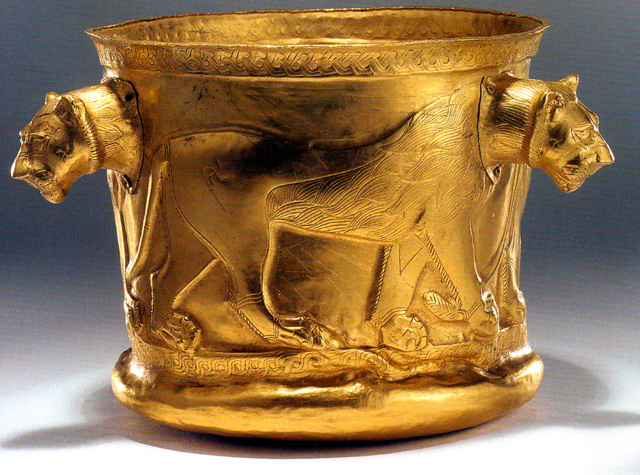
Copa de oro hircania de Kalardasht en Mazandarán.

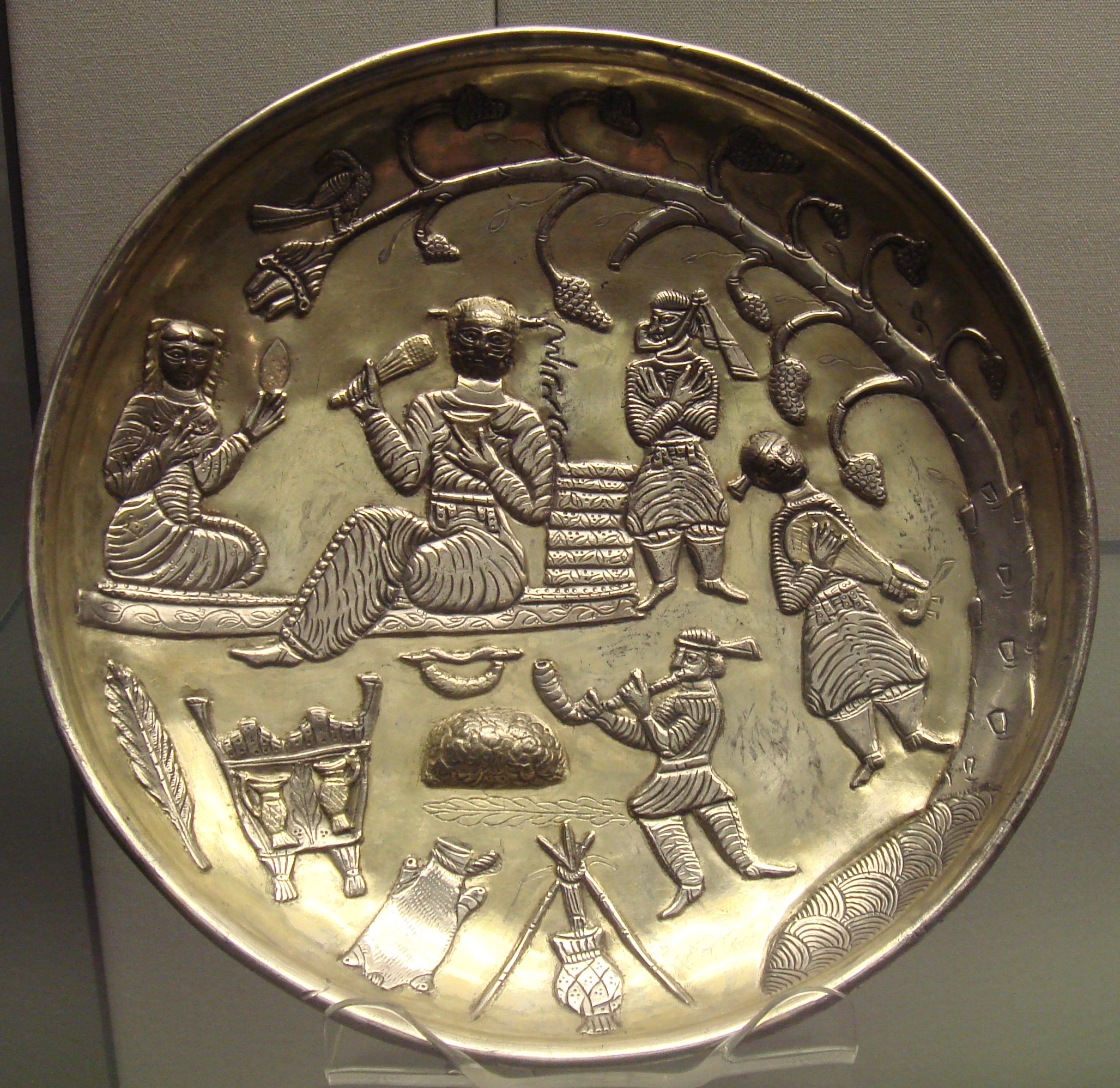
Plato de plata del u.

Tabaristán (Tapuria) fue una región histórica iraní que floreció a lo largo de las costas meridionales del mar Caspio en lo que aproximadamente hoy son las provincias iraníes de Mazandarán, Guilán y Golestán.

## Tapuri

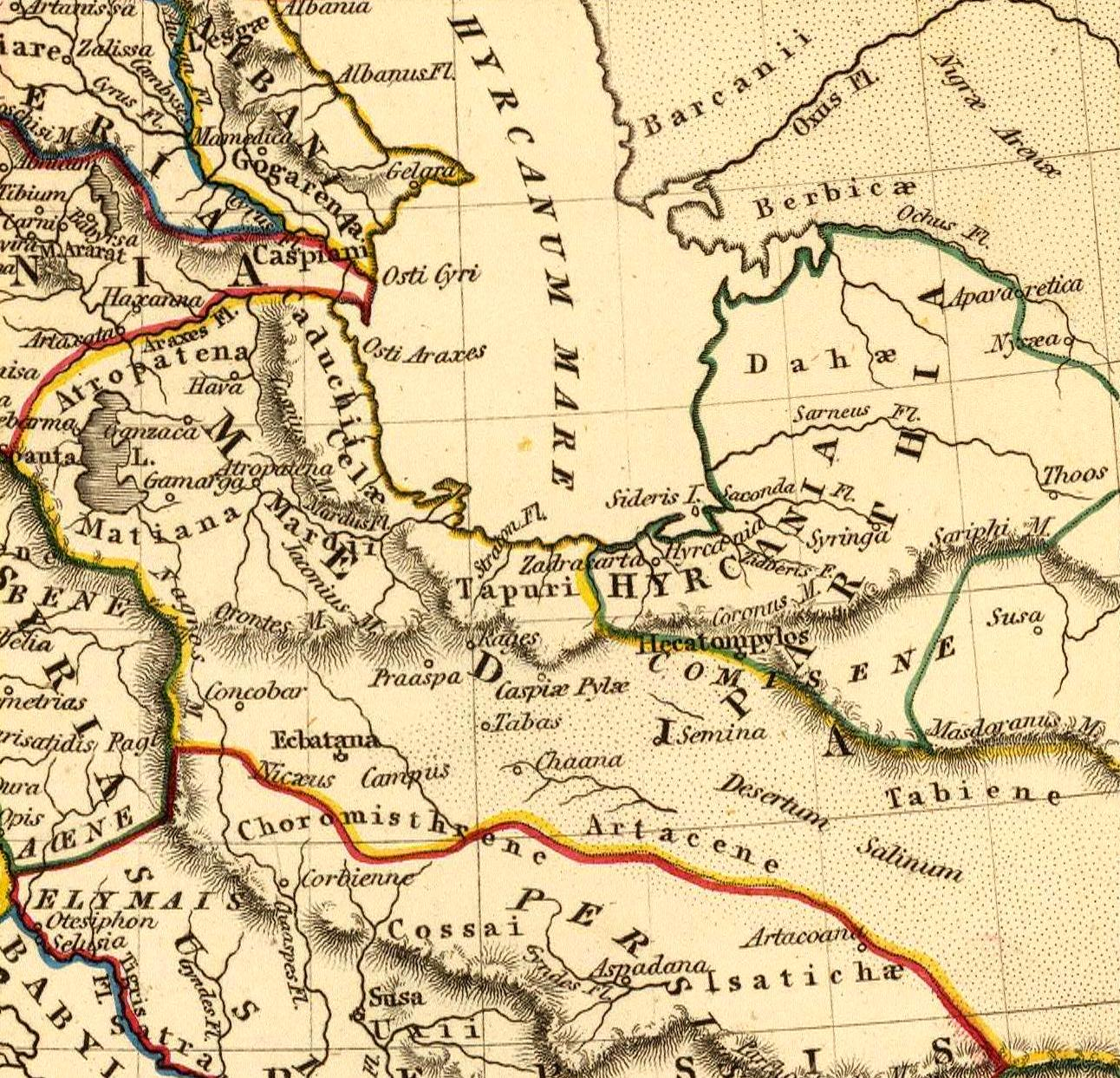
Ubicación de Tapuri, entre Amardus e Hyrcania

Tapuri o Tapyri  eran una tribu de los medos al sur del mar Caspio mencionada por Ptolomeo y Arriano .  Ctesias se refiere a la tierra de Tapuri entre las dos tierras de Cadusii e Hyrcania .

## Avesta
Las fuentes textuales avésticas se refieren a las dos tierras sagradas del dios Ahura Mazda desde el este al oeste respectivamente (y en orden de prioridad) como Hverkana y Verna. También afirman que la gente de Verna no eran originariamente iranios ni se adherían a ninguna creencia o religión irania. Los estudiosos creen que Hverkana es la región del suroeste del Turkmenistán actual, y Verna sería la región montañosa alrededor del monte Damavand.

## Antigüedad
Los amardianos se cree que fueron los primeros habitantes de la región donde hoy están Mazandarán y Guilán. El establecimiento del primer gran reino se remonta a alrededor del I milenio a. C. cuando se fundó el reino hircanio, con capital en Sadracarta (en algún lugar próximo a la moderna Sari). Su extensión era tan grande que durante siglos el mar Caspio fue llamado océano Hicarnio.
La primera dinastía conocida fueron los Faratatianos, que gobernaron durante algunos siglos antes de Cristo. Durante el auge de los partos, muchos de los amerdianos fueron forzados al exilio a las laderas meridionales de las montes Elburz, conocidas hoy como Veramin y Garmsar, y los tabaris (que por aquel entonces vivían en algún lugar entre el Yaneh Sar actual al norte y Shahrud al sur) les reemplazaron en la región.
Durante la dinastía indígena Gushnaspian muchos adoptaron el cristianismo. En 418 el calendario tapuriano (parecido al armenio y al galeshi) fue diseñado y su uso implementado. Los gashnaspianos gobernaron la región hasta el año 528, cuando, tras un largo periodo de lucha, el rey sasánida Kopad derrotó al último rey Gashnaspiano.

## Edad Media

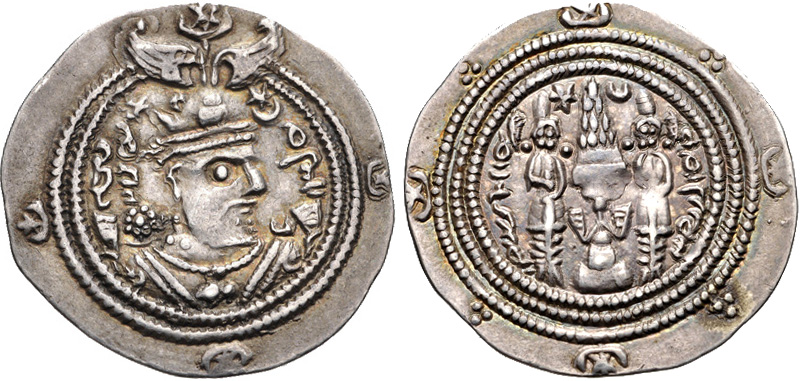
Moneda de Tabaristán.

Los mazandaraníes nunca se comprometieron con Kopad y este abandonó pronto la región, pero colocó en el trono a Zarmehr en el año 537. Como era nativo de la región, se hizo popular. Zarmehr trazó su genealogía hasta Kaveh, el legendario Herrero. Durante el reinado de los Zarmehrianos mucha gente gradualmente se convirtió al zoroastrismo y el idioma de los mazandaraníes se vio en cierto modo alterado. 
Cuando cayó el imperio sasánida, Yezdgerd III escapó a Tabaristán para usar la bravura y resistencia de los mazanderanis para rechazar a los árabes. Por orden suya, Adar Velash (el último rey zarmehriano) cedió el dominio a Ispahbod Gil Jamaspi en 645, mientras que el Guilán sur y oeste y otras partes del dominio de Guil se unieron bajo el nombre de Tabaristán. Entonces eligió Amol como capital del Tabaristán Unido en 647. La dinastía de Gil fue conocida como Gavbareh en Guilán, y como los Dabuyanos en Tabaristán oriental. Farrukhan el Grande (el cuarto rey de los dabuyanos), que fue coronado después de Khorshid I, expandió Tabaristán a las partes orientales de lo que hoy es Turkmenistán y rechazó a los turcos alrededor del año 725. 
Mientras los dabuyanos estuvieron en las regiones llanas, los sokhrayanos gobernaban las montañas. Venday Hormuzd gobernó la región alrededor de 50 años hasta 1034. Después de 1125 (el año en que Maziar fue asesinado mediante un subterfugio) se logró un incremento en las conversiones al islam, no por los califas árabes sino por los embajadores del imán. Los mazandaranios y los guilak fueron uno de los primeros grupos de iranios que se convirtieron directamente al chiismo.

## Edad Moderna
En 1596, cuando el sah Abás I, mazanderaní por parte de madre, incorporó Mazandarán a su Imperio safávida, forzó a muchos armenios, georgianos, curdos y turcos kayar a asentarse en Mazandarán. Pietro Della Valle, que visitó una ciudad cerca de Pirouzcow en Mazandarán, señaló que las mujeres mazandaraníes nunca llevaban velo y que no dudaban a la hora de hablar con los extranjeros. También destacó que nunca había encontrado a gente tan civilizada como los mazandaraníes. Después del período safávida, los kayares alcanzaron el poder en Mazandarán cuando Aga Muhammad Kan incorporó Mazandarán a su imperio en 1782.

### General
- History of Tabaristan, Muhammad B. al-Hasan B. Isfandiyár